# Ingunda
Ingunda (ur. w II połowie VI w. (568?), zm. w 585) – córka króla Franków (Austrazja) Sigeberta I i Brunhildy.

## Życiorys
W 579 roku została wydana za mąż za Hermenegilda, syna króla Wizygotów Leowigilda.
Ingunda była katoliczką, wśród Wizygotów obowiązywał arianizm.
Trzecia żona Leowigilda, Goswinta, próbowała nakłonić Ingundę do zmiany wyznania. Namowy Goswinty nie przyniosły skutku i między obu kobietami zapanowała nieukrywana wrogość. Kiedy król Leowigild wysłał Hermenegilda jako namiestnika Betyki do Sewilli, sytuacja Ingundy uległa zasadniczej zmianie. Razem z mężem znaleźli się pod wpływem Leandra arcybiskupa Sewilli, brata św. Izydora. Po przejściu Hermenegilda na katolicyzm i po schwytaniu go przez wojska Leowigilda, Ingunda próbowała uciec do rodzinnej Austrazji, jednak na wybrzeżu Morza Śródziemnego została schwytana przez oddziały bizantyjskie i na rozkaz cesarza miała zostać przewieziona do Konstantynopola z powodu długów jakie brat Ingundy, Childebert II, miał w Bizancjum. W czasie przerwy w podróży, w Afryce, Ingunda zmarła a jej syn, Atanagild, dostał się pod opiekę cesarza bizantyjskiego Maurycjusza.
W zachowanych listach na dwór cesarski, jakie słali babka Atanagilda Brunhilda oraz Childebert II znajdują się prośby o dobre traktowanie syna Ingundy.